# Herman Foss

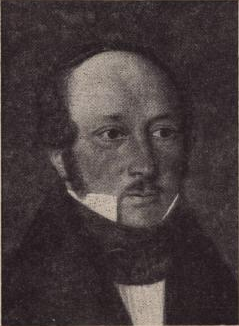
Herman Foss, målning av Jean Berg.

Herman Henrich Mejer Foss, född 17 september 1790 i Bergen, död 21 september 1853 i Aker, var en norsk militär, författare och politiker.
Foss var medlem av Stortinget 1827, 1828, 1830 och 1833–45, president i Odelstinget 1833–45, samt sjöminister 1845–48. Till sin politiska uppfattning var han nationalliberal i tidens anda, och verkade livligt för ett moderniserat undervisningsväsende. Foss har verkställt en översättning av Tegnérs Fritiofs saga (1826, 4:e upplagan 1860).